# آلفرد هار
آلفرد هار (به مجاری: Haar Alfréd) ‏ریاضیدان مجاری است که موجک هار، تبدیل هار و اندازه هار به نام او نامیده شده‌اند. استاد راهنمای دکترای او داوید هیلبرت بود.

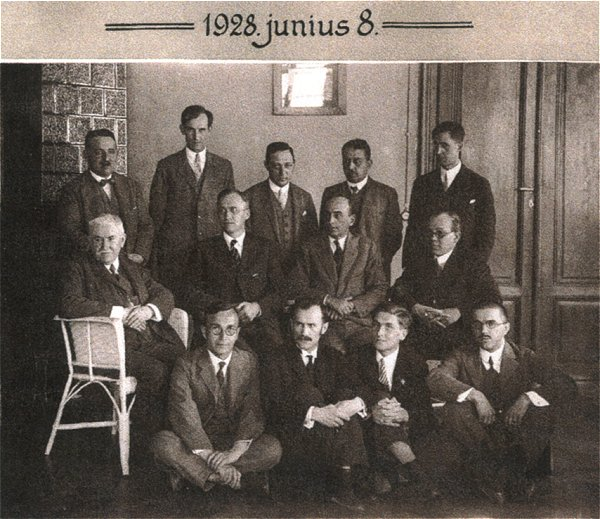
دانشگاه سگد, ۱۹۲۸